# Rajon Dubrouna

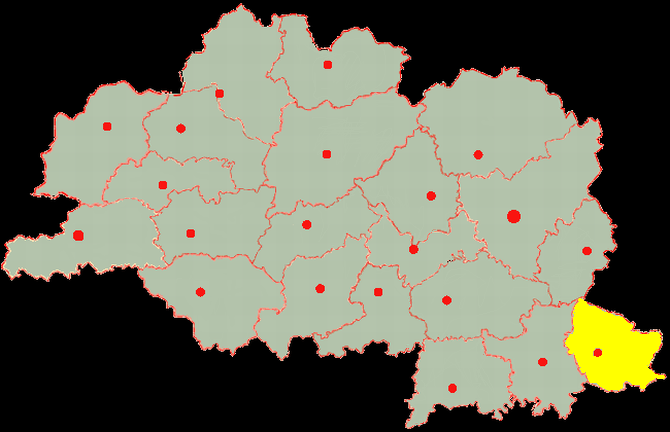
Rajon Dubrouna, gelb markiert

Der Rajon Dubrouna (belarussisch Дубровенскі раён; russisch Дубровенский район) ist eine Verwaltungseinheit im Südosten der Wizebskaja Woblasz in Belarus mit dem administrativen Zentrum in der Stadt Dubrouna. Der Rajon hat eine Fläche von 1300 km² und umfasst 147 Ortschaften.

## Geographie
Der Rajon Dubrouna liegt im Südosten der Wizebskaja Woblasz. Die Nachbarrajone in der Woblast Wizebsk sind im Westen Orscha und im Norden Ljosna.

## Geschichte
Der Rajon Dubrouna wurde am 17. Juli 1924 gebildet.